# Lingue ugriche
Le lingue ugriche sono parte della famiglia linguistica delle lingue uraliche, che comprende la lingua ungherese, la lingua vogula (mansi) e la lingua ostiaca (khanti). L'ungherese è parlato in Ungheria e in alcune zone di Romania, Slovacchia, Serbia, Croazia, Austria, Slovenia e Ucraina. Il khanti ed il mansi sono, invece, parlati in Russia nel circondario autonomo dei Chanty-Mansi.